# Bogovë
Bogovë es un municipio del distrito de Skrapar, en el condado de Berat, Albania. 
Se encuentra situado en la zona centro-sur del país, al sur de Tirana y al este del mar Adriático, con una población a finales de 2011 de 1098 habitantes.